# Томаш Фіала
Томаш Фіала (чеськ. Tomáš Fiala нар. 13 травня 1974 (50 років) , Брно ) — чеський підприємець та менеджер, генеральний директор (CEO) української інвестиційної компанії «Dragon Capital».
У 2016—2020 Dragon Capital разом зі своїми закордонними партнерами інвестували в нерухомість понад 600 млн $. Інвестиційним партнером Фіали в компанії, серед інших, є фонд американського фінансиста Джорджа Сороса Soros Fund Management.
2015 року капітал Фіали оцінювався журналом Фокус в 187,9 млн $ (2013 — в 145,2 млн). Посідав 78 місце з найбагатших людей України (2013).

## Життєпис
Народився у східночеському місті Брно, де закінчив середню школу. В старших класах почав працювати перекладачем. У ті часи з Німеччини до тодішньої Чехословаччини почали переносити виробництво німецькі компанії. Томаш взявся перекладати документацію для новоствореного чеського заводу Volkswagen.
1989 року у віці 15 років Томаш поїхав до Праги, де брав участь в «Оксамитовій революції». Вацлава Гавела Томаш називає моральним лідером Чехії.
Після першого курсу Томаш влаштувався працювати до празької філії німецького банку «Bayerische Vereinsbank», ставши аналітиком кредитного відділу, за кілька місяців перейшов працювати аналітиком до інвестиційної компанії «Wood & Company», за рік переїхавши до Києва.

### Кар'єра
- 1993—1996 — Празький університет економіки, факультет міжнародної торгівлі (припинив навчання на третьому курсі, присвятивши час роботі)
- 1994—1995 — Bayerische Vereinsbank в Празі (аналітик, відділ кредитування та ринків капіталу).
- 1994—1995 — працював у празькому офісі Wood & Company (аналітик, аналіз приватизаційних процесів у Чехії, Словаччині та Польщі).
- 1995—1998 — директор українського офісу інвестиційної компанії Wood & Company (Київ).
- 1998—2000 — працював у варшавському офісі Wood & Company.
- 2000 — заснував з партнерами та став генеральним директором інвестиційної компанії Dragon Capital, офіси якої знаходяться в Україні та на Кіпрі.
- 2014 — заснував «НВ» і новинний сайт і Радіо НВ.

Разом з олігархом Віктором Пінчуком був спонсором проєкту «Нові лідери». Томаш не інвестує в підконтрольні державі сфери, а також в державні компанії, щоб не залежати від чиновників. З 2009 організації Фіали інвестують виключно в компанії, де вони мають контрольний пакет.
Був президентом Європейської бізнес-асоціації з 2016 по 2021 рік, а у 2016-2020 рр. був членом правління Transparency International Ukraine, власник «Центру економічної стратегії», VoxUkraine, VoxCheck.

## Медіа

### НВ
У травні 2014 року Фіала заснував щотижневе російськомовне суспільно-політичне видання «Новое время» (з часом перейменовано на «НВ»), а в червні — новинний сайт і Радіо НВ. Спочатку Фіала планував купити видання Корреспондент (UMH екс-олігарха Сергія Курченка), але згодом створив нове видання. Оскільки купівля ліцензії на мовлення була складним завданням, Фіала купив Радіо Ера, перевіз студію на нове місце, з нуля набрав весь колектив. За словами Томаша, він не впливає на політику видання, а керують редакційною політикою Віталій Сич та Валерій Калниш.
Мотивацією інвестувати в медіа Томаш називає необхідність існування незалежних ЗМІ, які забезпечують демократичний розвиток країни. 2014 року Фіала вклав у видання 2,5 млн $. Спочатку планувалось, що на третій рік роботи проєкт має стати прибутковим, але цього не сталося.
У грудні 2018-го з видання «Новое время» звільнилася вся команда журналістів, пояснюючи це тиском і цензурою[джерело?]. Натомість головред видання Віталій Сич пояснив це тим, що це спільне рішення колективу і редакції, а журналісти планували займатися власними проєктами. Фіала прокоментував ці події, сказавши, що він не приймає рішень, не впливає на політику видання, і дізнався про звільнення всього колективу після того, як було прийнято це рішення.

### Українська правда
У травні 2021 року редактор-засновник інтернет-видання «Української правди» Олена Притула та Томаш Фіала уклали угоду, за умовами якої 100 % корпоративних прав на видання та всі його активи переходять до групи компаній Dragon Capital.
Сторони домовились про те, що редакційна політика видання та підходи до роботи залишаться без змін.
Команда «Української правди» на чолі з головною редакторкою Севгіль Мусаєвою продовжить працювати в тому ж форматі, що і раніше, в тісній співпраці з Оленою Притулою, яка й надалі виконуватиме роль редактора-засновника.

## Політика
Томаш брав участь у першому та другому Майданах.
У 2014—2015 роках підтримував близькі стосунки з тодішнім президентом Порошенком та прем'єром Яценюком. Останнього Томаш назвав «продуктом старої системи». Але 2015 року стосунки погіршились, Фіала згодом дав два інтерв'ю німецькому журналу Шпіґель, де критикував прем'єра й президента. Зокрема висвітлював продаж місць у виборчих списках та співробітництво з олігархами. При цьому Фіала заявив, що за 2014—2016 року в Україні покращився інвестиційний клімат, і країна отримала 2 млрд $ інвестицій.
Підтримує тісні стосунки з деякими політиками й активістами, зокрема зі Святославом Вакарчуком. Разом з музикантом є співзасновником Центру економічної стратегії, спонсорує участь талановитих українців в освітніх програмах Стенфордського університету.
За словами Сергія Притули, Томаш є одним зі спонсорів партії Голос, якою керує Святослав Вакарчук..

## Конфлікт із Адамовським та Грановським
Томаш Фіала виграв суд в Лондоні в українського бізнесмена Андрія Адамовського. Конфлікт був за ТРЦ Skymall і розтягнувся в часі на 9 років. Суд присудив Адамовському поступитися Фіалі своєю часткою в ТРЦ за домовленою ціною. Адамовський не став виконувати це рішення суду. Фіала знову подав на нього до суду і суд вже зобов'язав Адамовського віддати свою частку безкоштовно, пояснюючи це тим, що Фіала за цей час зазнав збитків, вартість яких компенсує ця частка бізнесу. Після цього в офісі Dragon і НВ 26 квітня 2017 році СБУ провела обшуки. Зі слів Лещенка, до обшуків в компанії причетний Грановський, бізнес-партнер Адамовського.

## Інші факти
- Володіє чеською (рідна), англійською (вільно), німецькою (вільно), російською (вільно), українською (середній рівень).[джерело?]
- з 2016 — член правління «Transparency International Ukraine»[26]
- з 2015 — голова Наглядової ради Центру економічної стратегії[27]
- з 2010 по 2015 та з 2016 по 2021 — президент «Європейської бізнес асоціації»[28][8]
- Член спостережної ради компаній Dragon-Ukrainian Properties та Development plc.[29], акції яких розміщено на дочірні біржі LSE — Alternative Investment Market.

## Визнання
- Українська біржа назвала Dragon Capital лідером фондового ринку України (2010), найкращим онлайн-брокером (2010), а також лідером у залученні клієнтів інтернет-трейдингу (2009)[5].
- 2011 — нагорода від видання Kyiv Post за «особистий внесок у розвиток бізнесу в Україні та високі досягнення протягом 10 років»[30].

## Сім'я
- Дружина Наталя Фіала (до шлюбу Фуклєва) — директорка громадської організації «Люди майбутнього» (один з засновників — Святослав Вакарчук).